# San Agustín, Sitalá
San Agustín är en ort i Mexiko.   Den ligger i kommunen Sitalá och delstaten Chiapas, i den sydöstra delen av landet, 800 km öster om huvudstaden Mexico City. San Agustín ligger 1 065 meter över havet och antalet invånare är 129.
Terrängen runt San Agustín är lite bergig. Runt San Agustín är det ganska tätbefolkat, med 54 invånare per kvadratkilometer. Närmaste större samhälle är Yajalón, 11,6 km norr om San Agustín. I omgivningarna runt San Agustín växer i huvudsak städsegrön lövskog.